# Politique de santé de l'Union européenne
La politique de santé de l'Union européenne s'est développée progressivement au fil de l'adoption de dispositions sanitaires par l'Union européenne et à la suite des jurisprudences de la Cour de justice des Communautés européennes puis de l'Union européenne. Selon les analystes, cette politique s'est développée en creux, du fait des crises de la santé publiques nationales.
La santé ne fait pas partie des domaines de compétences exclusives ou partagées de l'Union européenne, mais des domaines où elle dispose d'une compétence pour mener des actions pour appuyer, coordonner ou compléter l'action des États membres, selon les termes de l'article 6 du TFUE. L’UE complète les politiques de santé nationales « en aidant les autorités nationales à atteindre des objectifs communs, à mettre en commun les ressources et à surmonter les défis communs ». L'action de l'UE se déploie notamment via deux agences spécialisées, le Centre européen de prévention et de contrôle des maladies (ECDC) et l'Agence européenne des médicaments. Ce contexte institutionnel explique pourquoi l'action de l'UE en réponse à la crise provoquée par le coronavirus est surtout d'ordre économique,.
En 2020, la pandémie de Covid-19 en Europe conduit l'UE, en appui des actions prises par chaque État, à engager des budgets importants de financement de la recherche sur la COVID-19.

## Bases légales
La politique de santé repose sur deux compétences différentes prévues par le traité sur le fonctionnement de l'Union européenne :
- l'article 4 qui dispose que l'Union a une compétence partagée en matière de : « Enjeux communs de sécurité en matière de santé publique » ;
- et l'article 6 qui dispose que l'Union a une compétence de coordination en matière de : « Protection et amélioration de la santé ».

## Initiatives
Le Collège d'Europe organise chaque année le « Parlement européen de la santé ».

## Sources

## Compléments